# Pont de Qincaobei
Le Pont de Qincaobei est un pont suspendu de république populaire de Chine. Il doit permettre la traversée du Yangzi Jiang sur la localité de Lidu dans le district de Fuling, province de Chongqing.